# Vall d'Huixe
La Vall d'Huixe (Urdu: وادی ہوشے) és una vall del Districte Ghangxe al territori de Gilgit-Baltistan, Pakistan. La vall es troba en una zona remota del massís del Karakoram i és coneguda per les seves altes muntanyes. Aquesta vall és envoltada de diversos pics per sobre dels sis-mil metres, que inclouen el pic Laila, el K6, el K7. El pic Murtaza de 5100 m es troba just darrere del campament base del K7. El poble de Huixe es troba a la meitat de la vall, a uns 140 km a l'est d'Skardu, i és el darrer lloc accessible per pista.
El riu Huixe neix a l'inici de la vall a partir de l'aigua de les glaceres del grup dels Masherbrums (amb el cim a 7,821 metres, el 24è més alt del món) en direcció sud cap al riu Xyok, amb qui conflueix davant de Khaplu.